# محمد حسن دماج
محمد حسن دماج (و.1938 -2018) من مواليد مديرية السياني، محافظة إب، هو سياسي ووزير يمني سابق، شغل عدد من المناصب الرفيعة، منها وزير للإدارة المحلية، ومحافظ لمحافظة عمران، وآخرها عضواً في مجلس الشورى،  وهو عضو الهيئة العليا لحزب التجمع اليمني للإصلاح، بعد انقلاب الحوثيين في أواخر 2014، أختطف مسلحون حوثيون محمد حسن دماج، من منزله في الروضة شمال العاصمة صنعاء في 2 أبريل 2015. وفي تقرير لمنظمة العفو الدولية قال نجل دماج أن والده أتصل به في 18 أبريل وأخبره بأنه مُعتقل في مستودع للأسلحة في جبل نقم، الذي تُشن عليه غارات جوية من قِبَل دول التحالف التي تقود العمليات العسكرية ضد الحوثيين. أُفرج عنه في 12 أغسطس 2015.

## مناصبه
- تقلد دماج العديد من المناصب الحكومية، منها:
- محافظ محافظة ذمار 1976، ثم محافظ محافظة صعدة 1979، ومحافظ محافظة المحويت 1983، ومحافظ محافظة صنعاء 1986 ثم محافظ محافظة المهرة.[6]
- عضو مجلس الشعب التأسيسي (1978-1988).[7]
- وزير الإدارة المحلية 30 مايو 1993-14 مايو 1997.[8]
- عضو المجلس الاستشاري 1997.[6]
- وزير للإدارة المحلية خلال الفترة ( 30 / 5 / 1993م - 14 / 5 / 1997م ).[9]
- عضو اللجنة العليا للانتخابات والاستفتاء 1997-2001.[10]
- عضو مجلس الشورى 2001-2014.[11]
- محافظ محافظة عمران سبتمبر 2012 - 2014.[12]
- في 8 يونيو 2014، عين ثانية عضواً في مجلس الشورى وظل في المنصب حتى وفاته في 19 ديسمبر 2018.[13][14][15]

### محافظ عمران
عُين محمد دماج محافظاً لمحافظة عمران في 15 سبتمبر 2012،  ولكن الحوثيين ضغطوا على الرئيس عبد ربه منصور هادي من أجل إقالته، وخاضوا اشتباكات مسلحة مع اللواء 310 مدرع، قرر الرئيس هادي تشكيل «لجنة وساطة لوقف إطلاق النار» بمحافظة عمران، وكان دماج في عضويتها، 
استجاب الرئيس هادي لمطلب الحوثيين، وأقال دماج من منصب محافظ عمران في 8 يونيو 2014، وأصدر قرار جمهوري بتعين محمد صالح شملان محافظاً لمحافظة عمران.

## اعتقاله من الحوثيين
أعلن الحوثيون حل حزب الإصلاح في أبريل 2015 بعد شن السعودية ضربات جوية واسعة ضد الحوثيين والوحدات العسكرية الموالية لعلي عبد الله صالح، وشرعوا بحملة اختطافات ضد قادة وأعضاء حزب التجمع اليمني للإصلاح، حيث أختطف الحوثيون 122 من قادة حزب الإصلاح، بينهم أعضاء مجلس شورى الأصلاح، وأعضاء الهيئة العليا للحزب، وكان بين المختطفين محافظ محافظة عمران السابق محمد حسن دماج ومحمد قحطان،  وحمود هاشم الذارحي وحسن اليعري، وعدد من البرلمانيين وعشرات من أعضاء الحزب ومؤيديه، وداهم الحوثيون 37 مقر ومنزل ومؤسسة وسكن طلابي في صنعاء،  ومنازل قيادات الحزب بينهم رئيسه محمد اليدومي والشيخ عبد المجيد الزنداني، ومنزل رئيس الدائرة السياسية محمد الأشول، ورئيس الدائرة الاجتماعية عبد الله صعتر، والدائرة الإعلامية فتحي العزب، ورئيس الكتلة البرلمانية للحزب زيد الشامي.
في تقرير لمنظمة العفو الدولية قال نجل محمد حسن دماج أن والده أتصل به في 18 أبريل وأخبره بأنه مُعتقل في مستودع للأسلحة في جبل نقم،  الذي تُشن عليه غارات جوية من قبل دول التحالف التي تقود العمليات العسكرية ضد الحوثيين.
وقتل القيادي الإصلاحي أمين ناجي الرجوي في 21 مايو في مخزن للأسلحة اقتاده الحوثيون إليه في محافظة ذمار،  برفقة الصحفيين «عبد الله قابل» و«يوسف العيزري» ومختطفين آخرين لقوا جميعاً حتفهم، حيث استهدفت غارة جوية مخازن الأسلحة التابعة للحوثيين في «جبل هران» في مدينة ذمار.